# Borsa dello Zimbabwe
La Borsa dello Zimbabwe (Zimbabwe Stock Exchange, ZSE) è la borsa valori ufficiale dello Zimbabwe. È aperta agli investimenti stranieri dal 1993. La borsa ha circa una dozzina di membri, e attualmente sono quotate 64 società, quattro delle quali sono, comunque, sospese dalle contrattazioni. Ci sono due indici: lo Zimbabwe Industrial Index e lo Zimbabwe Mining Index.

## Storia
La prima borsa valori dello Zimbabwe aprì dopo l'arrivo del Pioneer Column a Bulawayo nel 1896, ma è stata operativa solo per circa sei anni. Altre borse valori sono state fondate a Gwelo (Gweru) e Umtali (Mutare). Anche la borsa di Mutare ha aperto nel 1896, a seguito del successo della locale attività mineraria, ma quando ci si è resi conto che i giacimenti nell'area erano limitati, l'attività è declinata e la borsa ha chiuso nel 1924. Dopo la seconda guerra mondiale una nuova borsa è stata fondata a Bulawayo da Alfred Mulock Bentley; le contrattazioni sono iniziate nel gennaio 1946.
Una seconda sala contrattazioni è stata aperta a Salisbury (Harare) nel dicembre 1951 e le negoziazioni tra le due piazze avvenivano per telefono. Gli operatori hanno continuato a lavorare per telefono fino a che è stato deciso che dovesse essere emanata una normativa per regolare i diritti e gli obblighi dei membri della borsa e la generalità degli investitori privati.
La legge sulla borsa valori della Rhodesia (Rhodesia Stock Exchange Act) è stata emanata nel gennaio 1974. Poiché i membri della borsa hanno continuato a negoziare come prima, per ragioni legali è diventato necessario creare una nuova borsa in coincidenza con l'applicazione della nuova normativa. Il cambiamento è avvenuto con l'approvazione della legge nel 1974, e da allora il funzionamento e la regolamentazione dell'attività di borsa avvengono in conformità a tale legge e alle sue successive modifiche, incluso l'articolo 24:18 della legge sulla borsa valori dello Zimbabwe (Zimbabwe Stock Exchange Act: Chapter 24:18) del 1996.
A seguito dell'indipendenza dal dominio inglese nel 1980, la borsa ha cambiato il proprio nome da Rhodesia Stock Exchange a Zimbabwe Stock Exchange.
Con il declino dell'economia zimbabwiana, l'iperinflazione ha reso inutilizzabile la moneta locale e dal febbraio 2009 è stato adottato il dollaro statunitense come valuta legale per le negoziazioni di borsa.
Dal marzo 2009 gli scambi sono diventati molto esigui, con solo pochissimi investitori stranieri disposti ad affrontare il rischio delle negoziazioni su questo mercato. La maggior parte delle azioni sono scambiate con oscillazioni inferiori al centesimo di dollaro, e almeno diversi titoli non vengono assolutamente negoziati.